# 貴州宣慰使司
貴州宣慰使司，元改順元路軍民安撫司置，屬湖廣行省。明洪武五年正月屬四川行省。九年六月屬四川布政司。永樂十一年二月屬貴州。